# Ovillo (teoría de cuerdas)

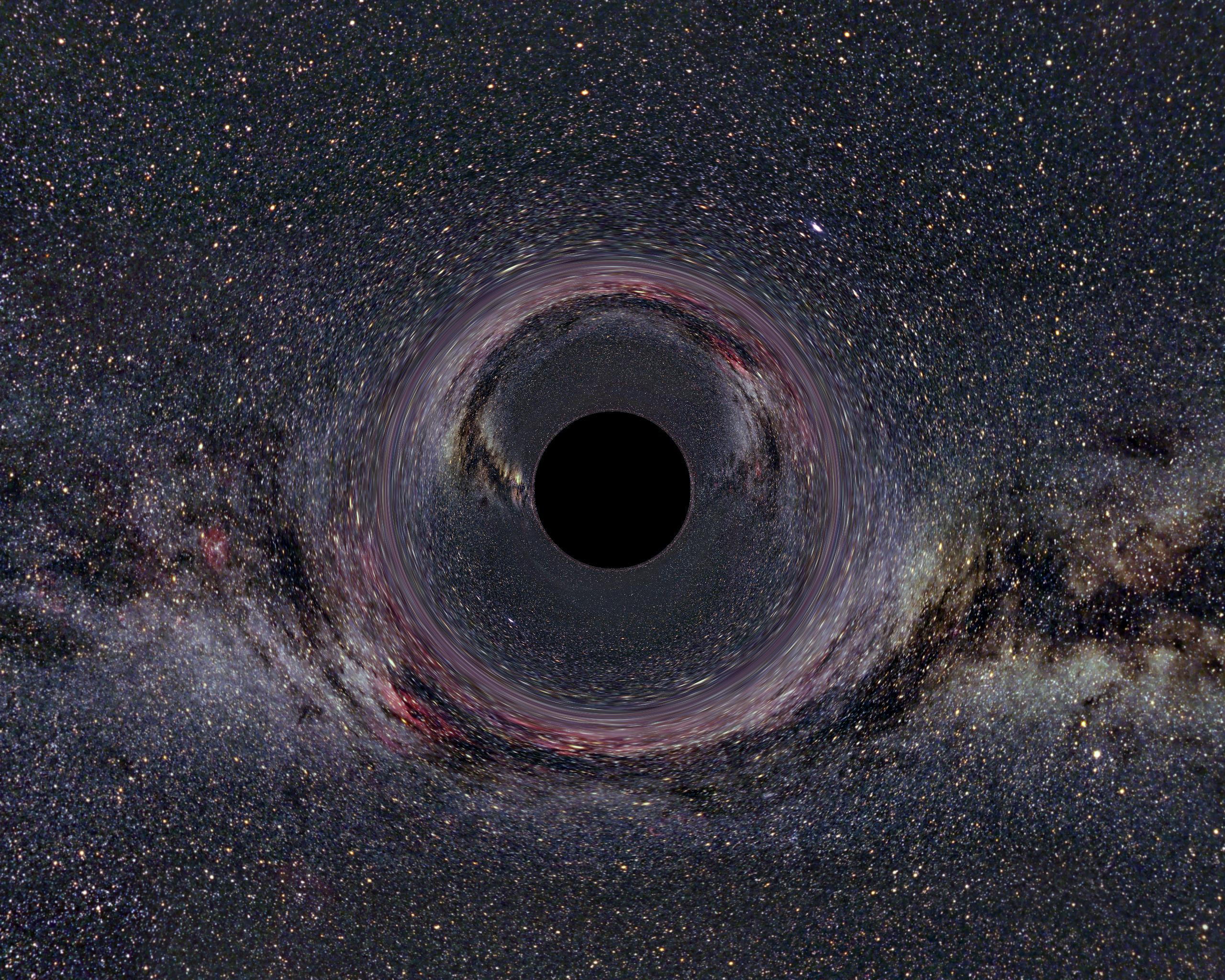
Un agujero negro (simulado) de diez masas solares según lo visto de una distancia de 600 kilómetros con la Vía Láctea en el fondo (ángulo horizontal de la abertura de la cámara fotográfica: 90°).

En la teoría de supercuerdas, los Ovillos son la representación cuántica de los agujeros negros. La teoría resuelve dos problemas que posee la representación clásica de los agujeros negros en la física moderna:
1. La paradoja de la pérdida de información la cual sugiere que la información física atada a la materia puede desaparecer por completo en una singularidad, es decir, el agujero negro no se sometería a cambios físicos en su composición, independientemente de la naturaleza de lo que cayera en él.
2. La singularidad en el corazón del agujero negro, donde la teoría clásica sobre agujeros negros dice que hay una infinita curvatura del espacio-tiempo debido al intenso campo gravitacional de una región de volumen cero. La física moderna se viene abajo cuando tales parámetros son cero e infinito.

Esta teoría reemplaza la singularidad en el centro de un agujero negro postulando que toda la región dentro del horizonte de sucesos es en realidad una maraña de cuerdas, las que la teoría de cuerdas postula que vibran para formar el espacio-tiempo. Todas las partículas y fuerzas que conocemos, tanto en las tres dimensiones físicas de espacio como en direcciones compactas (las dimensiones extras están entrelazadas en la espuma cuántica).
Esta hipótesis de los agujeros negros reconcilia teorías como la de la radiación de Hawking, que postula que los agujeros negros emiten calor en forma de radiación.
Anula por completo la paradoja de la información, ya que no se pierde en un infinito vacío más allá del horizonte de sucesos, porque no existe ese horizonte. En ese sentido, el agujero negro tiene su propia superficie, y según algunos, es una superficie extremadamente caliente por la cantidad de radiación que emite.

## Características físicas
Samir Mathur, defensor de la teoría de cuerdas en la Universidad Estatal de Ohio, propuso mediante dos papers en 2002 que los agujeros negros son esferas de cuerdas con un volumen definido; no son una singularidad.
Un pequeño ovillo puede ser considerado como una estrella de neutrones extra-densa, en la que sus neutrones se han descompuesto, o "fundido", liberando los quarks (curdas en la teoría de cuerdas) que las componen. Por lo que los ovillos pueden ser considerados como la forma más extrema de la materia degenerada.